# Onnozelaar met zijn hond
Onnozelaar met zijn hond is een lied gecomponeerd door de Fin Aulis Sallinen. Sallinen componeerde het toen zijn hond Poju overleed. De muziek begint vrolijk en speels, waarna melancholie en droefheid de overhand krijgen. De tekst is eveneens van Sallinens hand in tegenstelling tot de op de compact disc vermelde Paavo Haavikko.
De tekst geeft weer dat wandelaar en hond vroeger samen één pad volgden, maar dat de hond een andere weg insloeg, naar de hemel.
Er zijn twee versies van het werk:
- opus 40a is een lied voor bariton en piano uit 1975; deze versie ging in première op 11 juli 1979 door Jorma Hynninen (bariton) en Ralf Gothóni (piano) in Savonlinna;
- opus 40b is een lied voor a capella gemengd koor.

## Discografie
- Uitgave BIS Records 64: gevers van de première met een opname van 9 augustus 1977 (bariton / piano)

## Noot
- ¹Sallinen heeft geen (gepubliceerd) werk gecomponeerd onder opus 39.